# Urocotyledon rasmusseni
Urocotyledon rasmusseni là một loài thằn lằn trong họ Gekkonidae. Loài này được Bauer & Menegon mô tả khoa học đầu tiên năm 2006.